# Sertularia ceylonensis
Sertularia ceylonensis är en nässeldjursart som beskrevs av Eberhard Stechow 1921. Sertularia ceylonensis ingår i släktet Sertularia och familjen Sertulariidae.
Artens utbredningsområde är Indiska oceanen. Inga underarter finns listade i Catalogue of Life.